# ステージガールズ
『ステージガールズ』は、原作・上野毛あさみ、作画・黒岩よしひろによる漫画作品。

## 概要
デジマ『コミック・ガンボ』で、2007年第2号から隔週連載されていた。同誌休刊により同年第48号、23話で連載中止となった。
一度は引退に追い込まれ解散した女性お笑いコンビが再起を目指す物語。

## ストーリー
2年前、アマチュアお笑い界に、お笑いコンテストを総なめにした女性2人組コンビがいた。彼女たちのコンビ名はステージガールズ。プロ入りを確実視されていたが、突如解散の憂き目に遭う。
コンビのボケ役だった亀野歩美は、新たな相方と組んで芸能活動を続け、漫才全国コンテスト（通称マゼコン）に出場することとなった。主催の吉玉興業の策略にもめげず、元相方・福本茂世とのコンビ復活を懸けた戦いが始まった。

## 登場人物
亀野 歩美（かめの あゆみ）
通称カメちゃん。ステージガールズのボケ担当だった。解散後は板垣薫とドルフィンズを組んでおり、新コンビでもボケ担当である。天然ボケの性格で、それを活かして笑いをとっている。オフィス北村所属。「モーニング娘。」の亀井絵里がモデル。
福本 茂世（ふくもと しげよ）
通称シゲさん。ステージガールズのツッコミ担当だった。解散後は食堂で働いている。消息を知られたくないがために、マスコミからの露出を隠しているが、お笑い界に未練があるようだ。「モーニング娘。」の道重さゆみがモデル。
板垣 薫（いたがき かおる）
通称ガキさん。ドルフィンズのツッコミ担当。かつてはアイドル路線だったがお笑いに転向させられた。カメちゃんに頼られている。「モーニング娘。」の新垣里沙がモデル。
日比木 鈴菜（ひびき れいな）
大手芸能事務所「ヒビキプロダクション」所属のタレントで、ヒビキプロ社長の娘。福本茂世とコンビを組みレナシゲを結成する。「モーニング娘。」の田中れいながモデル。
松園 宏（まつぞの ひろし）
吉玉興業（モデルは吉本興業）所属のお笑い芸人。お笑いコンビハーレムブギのメンバーで「お笑い界の帝王」と呼ばれている。派閥作りを好み、多くの子分を抱えている。「帝王は吉玉興業のタレントでないといけない」等の発言をする等、自身の事務所を絶対視している。
彼のネタ集めのため、子分の若手芸人が茂世のネタ帳を盗んだことをなじられたのに対して逆切れし、ステージガールズを解散させた。解散後のステージガールズの2人の動向にも目を光らせており、徹底的に潰そうと考えているが、その実力は認めているようである。キャラクターのモデルは松本人志、ハーレムブギのモデルはダウンタウンである。

## コミックス
デジマ発行・ガンボコミックスから発売。
- 第1巻 ISBN 978-4-903955-11-7 2007年11月23日発行（11月13日発売）。
- 第2巻が2008年1月に発売予定だったが、発行元倒産により中止となった。

産経新聞出版発行、日本工業新聞社発売で完全版が刊行されている。
- 第1巻「おかしな二人篇」 ISBN 978-4-8191-1029-7 2008年11月10日発売 - ガンボコミックス版の第1巻より、収録話数が1話多い。
- 第2巻「コーラスライン篇」 ISBN 978-4-8191-1035-8 2009年1月10日発売